# Vladímir Potàpov
Vladímir Potàpov (rus: Владимир Петрович Потапов)  (Odessa, 24 de gener de 1914 - Khàrkiv, 21 de desembre de 1980) va ser un matemàtic soviètic.
El seu pare era un distingit filòleg eslau, professor de la universitat d'Odessa, i la seva mare havia sigut mestre d'escola. D'infant i adolescent va ser educat a casa i el 1931 va ingressar al Conservatori d'Odessa, en el qual va fer una duradora amistat amb el gran pianista Emil Guílels i va conèixer la pianista A.E. Borzon qui seria la seva esposa des de 1939. Tot i les seves aptituds i coneixements musicals, les seves mans no tenien l'agilitat natural necessària per a ser un bon intèrpret i el 1934 va deixar el Conservatori per començar estudis de matemàtiques a la universitat d'Odessa en la qual va ser deixeble de Mark Krein i de Boris Levin. Es va graduar el 1939 i va començar estudis de doctorat que van ser interromputs per la invasió alemanya de Rússia; amb la seva dona van ser evacuats primer al poble de Fari i, després, a Ervan (Armènia). El 1944, un cop alliberada Odessa de l'ocupació, va ser professor de la Universitat Marítima Nacional fins al 1948 en que va passar a la Universitat Nacional Pedagògica del Sud d'Ucraïna en la qual va romandre fins al 1964. No es va afiliar al Partit Comunista fins després de la mort de Stalin i ho va fer més per poder ajudar els seus deixebles que per conviccions polítiques. El 1956 va obtenir la càtedra de matemàtiques de l'Institut Tecnològic del Fred i l'Alimentació, però el 1974 arrel de les seves opinions contràries a la política educativa oficial, va ser obligat a deixar-la, i els dos anys següents va ser professor de la Universitat Econòmica. Finalment, el 1976, va deixar Odessa per Jarkov (actual Khàrkiv) on va treballar a l'Institut de Física i Enginyeria de Baixa Temperatura fins a la seva mort el 1980.
Potàpov va publicar una trentena de treballs científics sobre anàlisi complexa. Son especialment notables els seus treballs sobre funcions matricials, j-teoria i teoria de l'aproximació.